# Arthur Raymond Robinson

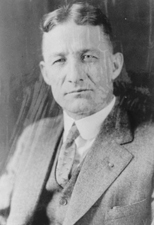
Arthur Raymond Robinson

Arthur Raymond Robinson, född 12 mars 1881 i Fairfield County, Ohio, död 17 mars 1961 i Indianapolis, Indiana, var en amerikansk republikansk politiker. Han representerade delstaten Indiana i USA:s senat 1925-1935.
Robinson utexaminerades 1901 från Ohio Northern University. Han avlade sedan 1910 juristexamen vid Indiana Law School och inledde sin karriär som advokat i Indianapolis. Han studerade dessutom vidare vid University of Chicago.
Robinson deltog i första världskriget i USA:s armé och befordrades till major. Senator Samuel M. Ralston avled 1925 i ämbetet. Guvernör Edward L. Jackson utnämnde Robinson till senaten fram till fyllnadsvalet följande år. Robinson var en stark anhängare av alkoholförbudet med vänner i den rasistiska organisationen Ku Klux Klan. Han vann fyllnadsvalet med stöd från Ku Klux Klan. KKK-medlemmen Pat Emmons påstod senare i ett vittnesmål att W. Lee Smith, ledaren för Ku Klux Klan i Indiana, hade sagt att Robinson är med i klanen och därför ska man stödja honom. Robinson omvaldes 1928 till en hel mandatperiod i senaten. Robinson besegrades i senatsvalet 1934 av utmanaren Sherman Minton. Under valkampanjen anklagades Robinson och republikanerna i Indiana ständigt av motståndarsidan för att ha haft kopplingar till Ku Klux Klan.
Robinson var metodist och frimurare. Hans grav finns på Washington Park East Cemetery i Indianapolis.